# Сендель Володимир Андрійович
Володимир Андрійович Сендель (нар. 24 вересня 1947, Хмельницький, УРСР) — радянський футболіст, згодом — український тренер, виступав на позиції нападника.

## Кар'єра гравця
Вихованець хмельницького «Спартака», перший тренер — Б. Григорян. У 1966 році розпочав кар'єру гравця у клубі «Динамо» (Хмельницький). у 1969 році захищав кольори «Хімік» (Сєвєродонецьк) та «Енергії» (Хмельницький). У 1970 році прийняв запрошення від вітебської «Двіни». У 1974 році повернувся до Хмельницького, де став гравцем місцевого «Трактора». У 1976 році перейшов до хмельницької «Хвилі», в складі якої 1977 року завершив кар'єру гравця.

## Кар'єра тренера
По завершенні кар'єри гравця розпочав тренерську діяльність. Працював у ДЮСШ міста Хмельницький. З вересня й до кінця 1996 року очолював хмельницьке «Поділля».